# 沃索 (北卡羅萊納州)
沃索（英語：Warsaw）是一個位於美國北卡羅萊納州杜普林縣的城鎮。

## 人口
根據2020年美國人口普查的數據，沃索的面積為8.33平方千米，皆為陸地。當地共有人口2733人，而人口密度為每平方千米328人。